# الويك بورد
الويك بورد هي رياضة مائية يقوم فيها اللاعب بالتزلج على الماء بواسطة لوح تزلج خاص يستعمله اللاعب على أن يمسك اللاعب بحبل ويتم جره عن طريق قارب ويقوم اللاعب بعمل قفزات أو حركات تشبه حركات الجمباز.